# 鳩ヶ谷衛生センター

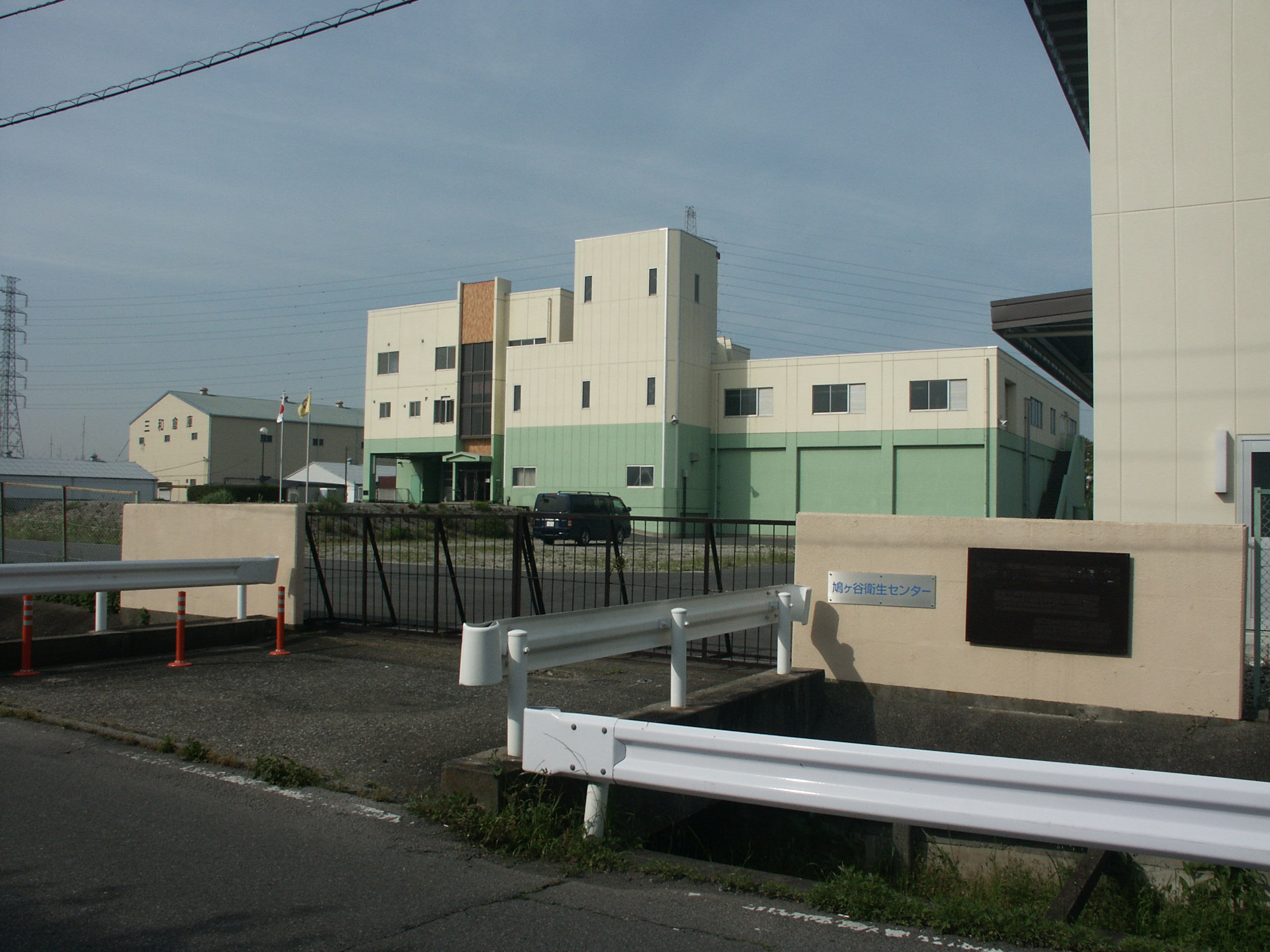
鳩ヶ谷衛生センター

鳩ヶ谷衛生センター（はとがやえいせいセンター）とは、埼玉県川口市にある公共施設である。

## 概要
鳩ヶ谷衛生センターは粗大ごみやし尿を処理する業務を行っている。川口市は従来は領家衛生センターにおいて川口市民が排出したし尿を処理していたが、領家衛生センターは老朽化していたため、川口市は新規にし尿処理施設を建設しなければならなかった。そして、旧鳩ヶ谷市が川口市との合併を実現するにあたり、旧鳩ヶ谷市と合併する以前の領域の川口市内において旧鳩ヶ谷市民が排出するごみを処理する代わりに、旧鳩ヶ谷市域内において川口市民が排出するし尿を処理する施設を旧鳩ヶ谷市域内に設置することが川口市から旧鳩ヶ谷市に対して要請されていた。無論、旧鳩ヶ谷市民のなかには川口市民が排出するし尿を旧鳩ヶ谷市域内において処理させられることに対して強い異論や嫌悪感情が生じていた。しかし、それでも川口と旧鳩ヶ谷との合併を実現したいという強い意思を抱いた旧鳩ヶ谷市民や、川口との合併推進派の旧鳩ヶ谷市長や市議らの意思により、最終的に鳩ヶ谷衛生センターは鳩ヶ谷地区の八幡木において建設された。

## 業務内容
- センターの維持管理
- し尿の中間処理
- 粗大ごみの自己搬入の受理
- し尿の収集・運搬
- 廃棄物処理手数料の徴収
- 公衆便所の維持管理

## 所在地
- 埼玉県川口市八幡木三丁目18番11号